# Spring Heeled Jack

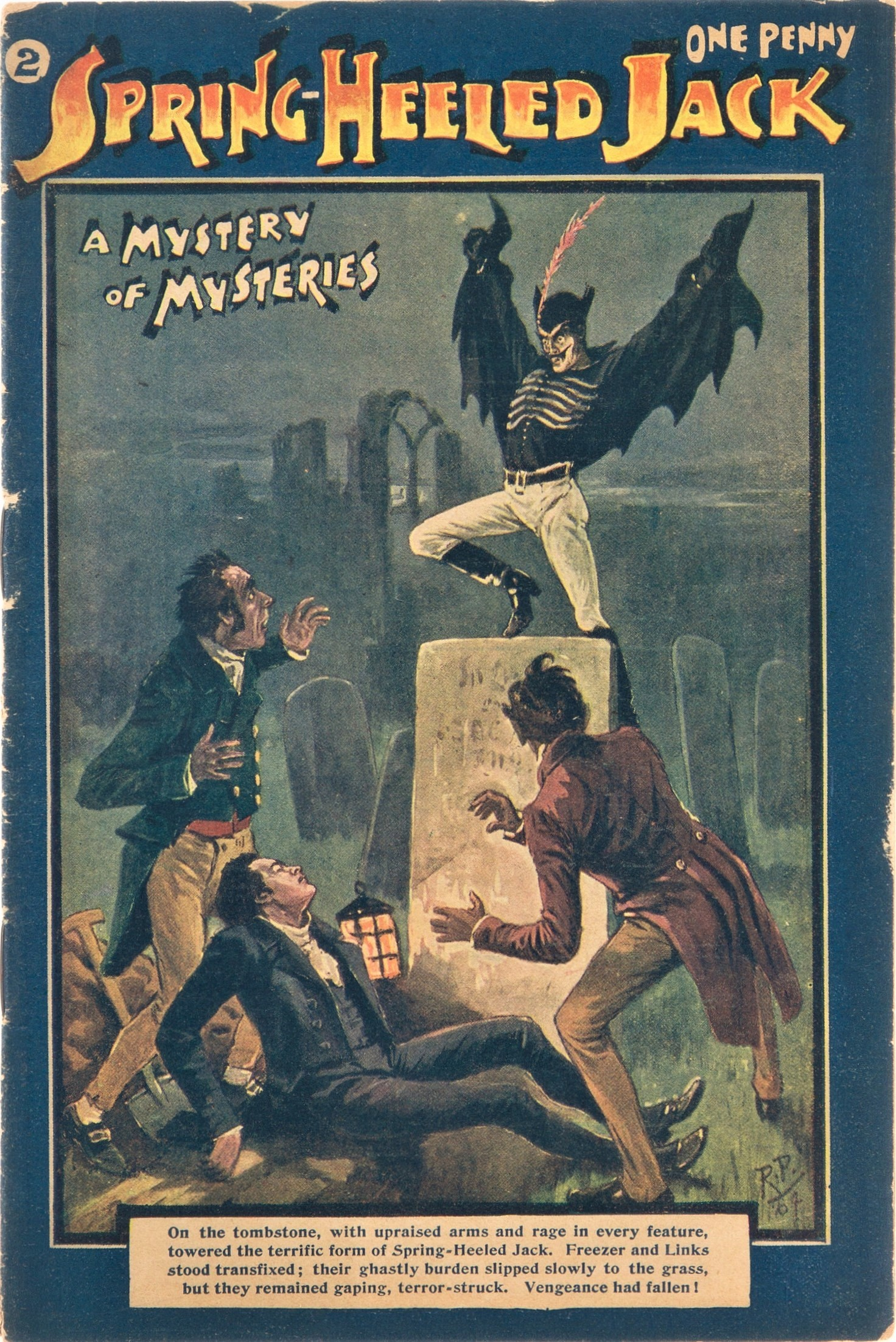
Spring Heeled Jack auf einer Illustration um 1890

Spring Heeled Jack (auch: Springheel Jack oder Spring-heel Jack) ist eine Figur aus der englischen Folklore, die im viktorianischen England auftrat und mehrere Menschen angegriffen haben soll. Ins Deutsche übersetzt bedeutet sein Name etwa „der Bursche mit der Sprungfeder-Ferse“. In einigen deutschsprachigen Publikationen wird er auch als „Sprunggewaltiger Jack“ bezeichnet.

## Hintergrund
Spring Heeled Jack wurde als „springender Übermensch“ bezeichnet, der die englische Nation mehr als 60 Jahre lang in Schrecken versetzte. Erste Berichte über diese Person, die von Dach zu Dach springen konnte, wurden als Hirngespinste oder hysterischer Unsinn abgetan. Der erste glaubwürdige Bericht über sein Auftreten stammt aus dem Jahr 1837. Im Januar 1838 wurde die Existenz der seltsamen Kreatur offiziell anerkannt, nachdem Polly Adams, eine Bardame, berichtet hatte, dass sie auf ihrem Weg durch Blackheath angegriffen worden sei. Auch das Dienstmädchen Mary Stevens berichtete von angsteinflößenden Vorkommnissen auf Barnes Common und eine Frau gab an auf dem Kirchhof von Clapham überfallen worden zu sein. Zahlreiche ähnliche Berichte folgten von der Metzgerstochter Lucy Scales oder Jane Alsop, die in ihrem eigenen Hause fast erwürgt wurde und nur gerettet werden konnte, weil der Angreifer von Familienmitgliedern aus dem Haus gejagt wurde. Später wurde er überall in England von London bis nach Sheffield und Liverpool gesehen, aber die meisten Berichte und Vorfälle stammen aus den Vororten von London und später aus den Midlands. Dort traten sie zwischen den 50er- und 80er-Jahren des 19. Jahrhunderts gehäuft auf. Obwohl einige unbestätigte Berichte behaupten, dass Spring Heeled Jack immer noch aktiv sei, wird im Allgemeinen angenommen, dass er nach dem letzten Zwischenfall 1904 verschwunden ist.
Spring Heeled Jack erfreute sich dank der Erzählungen über sein bizarres Aussehen und seine Fähigkeit, riesige Sprünge zu vollführen, seinerzeit so großer Bekanntheit und Verbreitung in unterschiedlichen Medien, dass in ihm mehr als ein herkömmliches übernatürliches Phänomen zu sehen war und er zu einer Urbanen Legende wurde.

## Beschreibung
Von seinen Opfern wurde Spring Heeled Jack als ein Wesen von erschreckendem und angsteinflößendem Äußeren beschrieben, zu dessen teuflischer Erscheinung Klauen an den Händen und hervorquellende Augen gehörten, die „wie Feuer glühten“. Eines seiner ersten Opfer bemerkte auch, dass er einen Helm und unter seinem schwarzen Umhang ein eng anliegendes Gewand wie aus Ölzeug trug. Bei vielen späteren Vernehmungen wurden ebenfalls der „teuflische“ Zug sowie das eng anliegende Ölzeug erwähnt. Dabei gab es unterschiedliche Aussagen über die Farbe der Kleidung: Die Mehrheit sprach von einem weißen Gewand, während andere als Farbe ein glänzendes Schwarz angaben.
Viele der Zeugen hielten fest, dass Spring Heeled Jack von athletischer und kräftiger Statur und zu großen, gezielten Sprüngen in der Lage sei. Etliche von ihnen erwähnten, dass aus seinem Mund blaue und weiße Flammen schlügen und er an den Fingerspitzen scharfe metallische Klauen habe. Wenigstens zwei Zeugen gaben an, dass er in der Lage war, verständliches Englisch zu sprechen, wenn auch mit einer ungewöhnlich tiefen Stimme.

### Frühe Berichte
Erste Erwähnungen eines Geistes, der in seiner Erscheinung diesem Wesen ähnelte, berichten von zwei Vorkommnissen in Hammersmith. Im Januar 1804 wurden die Bewohner des Ortes nachts von einer großen, weiß gekleideten Gestalt erschreckt, die an einsamen Gassen oder Plätzen nach Einbruch der Dunkelheit hinter Bäumen und Mauern hervorsprang. Eine hochschwangere Frau ging gegen zehn Uhr in einer Mondnacht am Friedhof entlang, als plötzlich eine große Gestalt hinter einem Grabstein erschien. Als sie wegrannte, wurde sie von der Gestalt verfolgt und ergriffen. Geschockt fiel sie in Ohnmacht, wurde bewusstlos von Nachbarn gefunden und heimgebracht. Der Schrecken saß so tief, dass sie kurz darauf starb. Bei der zweiten Sichtung sprang der Geist hinter einem Baum hervor auf eine Kutsche, die mit 16 Passagieren besetzt war. Der Kutscher sprang in seiner Panik vom Kutschbock. Die acht Pferde konnten schließlich gestoppt werden, ehe etwas Schlimmeres passierte.

### Geisterjäger
Unter denen, die dem Spuk ein Ende machen wollten, befand sich ein junger Mann namens Francis Smith. Er war überzeugt davon, dass ein Mitbewohner sich verkleidet hatte, um die einfachen Landleute zu erschrecken. Er begab sich mit einer Waffe in die Black Lion Lane in Hammersmith, in der der Geist kürzlich gesehen worden war, und versteckte sich dort. Als er in der Gasse Schritte hörte, die sich seinem Versteck näherten, erblickte er eine weiß gekleidete Gestalt. Fest überzeugt, dies sei der Geist, rief er ihn an. Da er keine Antwort bekam und sich die Person weiter auf ihn zubewegte, schoss er. Die Gestalt fiel stöhnend zu Boden. Smith stellte entsetzt fest, dass er einen Mann und keinen Geist angeschossen hatte. Er holte umgehend Hilfe, doch als der Arzt eintraf, war der Mann tot. Es handelte sich um Thomas Milwood, einen Maurer, der in diese Nacht später als gewöhnlich auf dem Weg von der Arbeit nach Hause war und dabei eine neue weiße Leinenjacke trug, wie sie für seinen Berufsstand üblich war. Francis Smith sollte daraufhin zum Tode verurteilt werden, der oberste Richter erwirkte jedoch in diesem Fall eine Begnadigung, und die Strafe wurde auf ein Jahr Gefängnis festgelegt. In der Bevölkerung wurde das Urteil begrüßt. Zudem war es seit dem Tod des Maurers nicht wieder zu Sichtungen gekommen.

### Weitere Verbindungen
Auch Erwähnungen aus Sheffield aus dem Jahr 1808 wurden teilweise mit Spring Heeled Jack in Verbindung gebracht. Die erste bestätigte Sichtung erfolgte im September 1837 in London: Ein spät in der Nacht heimkehrender Geschäftsmann wurde Augenzeuge, wie eine geheimnisvolle Gestalt mit großer Leichtigkeit die Umfriedung eines Friedhofs von beträchtlicher Höhe übersprang und direkt auf dem Weg vor ihm landete. Zwar war nicht von einem Angriff die Rede, dennoch war die gelieferte Beschreibung beunruhigend: ein muskulöser Mann mit einem teuflischen Gesicht einschließlich großer und spitzer Ohren und Nase sowie vorquellenden und glühenden Augen.
Kurz nach diesem Vorfall sprang dieselbe Person aus der Dunkelheit und attackierte eine Gruppe von Passanten [nach Haining (1977) drei Frauen und ein Mann, nach Robbins (1991) nur drei Frauen]. Er schnappte sich eine Frau, der ebenso wie ihren Begleitern die Flucht gelang, als ihr Mantel riss. Eine zweite Frau aus der Gruppe, ein Barmädchen namens Polly Adams, stolperte und fiel zurück. Die Polizei fand sie Stunden später genau an der Stelle, an der sie angegriffen worden war. Nach ihren Aussagen riss ihr der Angreifer die Bluse auf, begrapschte ihre nackte Brust und zerkratzte ihr mit seinen Klauen den Bauch. Er ließ sie bewusstlos und blutüberströmt, aber lebend zurück.
Einen Monat später, im Oktober 1837, wurde ein Mädchen namens Mary Stevens angegriffen. Sie war nach einem Besuch bei ihren Eltern in Battersea auf dem Weg nach Lavender Hill, wo sie als Dienstmädchen arbeitete. Als sie Clapham Common durchquerte, sprang in einer der dunklen Gassen ein seltsames Wesen auf sie zu. Nachdem es sie mit festem Griff am Fortlaufen gehindert hatte, begann es, ihr Gesicht zu küssen und ihr gleichzeitig die Kleider vom Leib zu reißen. Die Klauen, mit denen das Wesen ihren Körper berührte, waren ihrer Aussage nach „kalt und klamm wie die einer Leiche“ (“cold and clammy as those of a corpse”). In ihrer Panik schrie das Mädchen laut auf, worauf der Angreifer floh. Der Lärm zog einige Bewohner an, die sofort eine Suche nach dem Angreifer starteten, aber niemanden finden konnten.
Am nächsten Tag suchte sich die springende Gestalt ein anderes Opfer in der Nähe der Wohnung von Mary Stevens. Er wendete dabei eine Vorgehensweise an, die für seine zukünftigen Taten typisch werden sollte: Er sprang einer vorbeifahrenden Kutsche in den Weg, wodurch der Kutscher die Kontrolle über das Fahrzeug verlor, mit diesem verunglückte und schwer verletzt wurde. Verschiedene Zeugen behaupteten, dass die Gestalt entkam, indem sie über eine neun Fuß hohe Mauer (das entspricht rund 2,75 m) sprang. Dabei stieß sie ein hohes und weithin schallendes Gelächter aus.
Einige Tage danach wurde erneut eine Frau in der Nähe des Kirchhofs von Clapham angegriffen. Die herbeigerufenen Untersuchungsbeamten der Polizei konnten dort erstmals Spuren am Tatort feststellen: Sie fanden zwei Fußabdrücke, die ungefähr drei Inches (ca. 7,5 cm) tief waren und die darauf hinzuweisen schienen, dass hier jemand aus großer Höhe gelandet war. Bei näherer Betrachtung wurden seltsame Abdrücke innerhalb der Fußabdrücke gefunden. Sie legten nahe, dass der Angreifer eine Art von Vorrichtung unter seinen Schuhen trug. Nach Meinung eines der anwesenden Polizeibeamten handelte es sich “perhaps some kind of compressed springs” (deutsch: „vielleicht um eine Art von zusammengedrückten Sprungfedern“). Trotz der Bedeutung dieses Indizes sorgte der damalige Mangel an kriminaltechnisch geschulten Polizisten dafür, dass dieser Hinweis in Vergessenheit geriet. Und anstatt Gipsabdrücke der Spuren zu machen, ließ man es zu, dass die Witterung diese Spuren verwischte.
Mittlerweile hatte auch die Presse die merkwürdigen Überfälle aufgegriffen und für das seltsame Wesen, das sie verantwortete, einen Namen gefunden: Spring Heeled Jack. Jerome Clark (1993) erwähnt, dass die Presse sich verschiedentlich auf „Spring-Heeled Jack“, „Springheel Jack“ oder „Springald“ bezog. Dieser letztere Name könnte sich möglicherweise von einem schottischen Ausdruck für einen „tatkräftigen oder springlebendigen jungen Mann“ (“active or springy young man”) ableiten. Haining (1977) versichert, dass der Ausdruck “springald” der eigentliche Ursprung für den späteren Namen Spring Heeled Jack war; nach Clark gibt es aber für diese Behauptung keinen Beweis.

## Amtliche Bestätigung

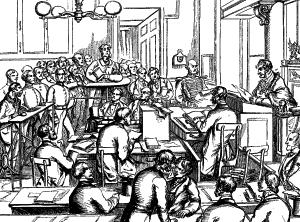
Eine öffentliche Sitzung im Mansion House, London (um 1840)

Einige Monate später fand am 9. Januar 1838 eine öffentliche Sitzung im Mansion House, dem Amtssitz des Lord Mayor of London statt, um weitergehende Informationen zu sammeln. Dort verlas der damalige Lord Mayor Sir John Cowan eine anonyme Beschwerde, die er einige Tage zuvor erhalten hatte. Der Schreiber, der den Brief mit „ein Bewohner von Packham“ unterzeichnet hatte, schrieb:

„Es scheint, dass einige Personen (aus den, wie der Schreiber glaubt, höchsten Rängen des öffentlichen Lebens) mit einem leichtfertigen und törichten Gesellen eine Wette geschlossen haben, dass er die Aufgabe nicht zu erfüllen vermöge, eine Reihe der nahe London gelegenen Dörfer in drei verschiedenen Verkleidungen zu besuchen – als Geist, als Bär und als Teufel; und dass er außerdem nicht in der Lage sei, den Garten eines Gentleman zu betreten, um die Bewohner des Hauses zu beunruhigen. Die Wette wurde jedenfalls geschlossen und der feige Schurke hat bis jetzt sieben Damen ihrer Sinne beraubt, von denen zwei sich bis jetzt noch nicht erholt haben und ihren Familien zur dauerhaften Bürde zu werden drohen.
Bei einem Haus klingelte der Mann, und als die Dienerin kam, um die Tür zu öffnen, stand dieser Unmensch perfekt verkleidet als erschreckendes Gespenst vor ihr. Infolgedessen fiel das arme Mädchen auf der Stelle in Ohnmacht und ist seitdem nicht mehr bei Sinnen.
Diese merkwürdigen Umtriebe geschehen nun schon seit geraumer Zeit, und – so seltsam es anmutet – dennoch verschweigen die Zeitungen diese Vorkommnisse. Der Schreiber hat Grund zu glauben, dass ihnen die ganze Geschichte wohlbekannt ist, aber dass sie durch eigennützige Motive zum Schweigen veranlasst wurden.“

Trotz der bleibenden Skepsis des Lord Mayors bestätigte ein Mitglied der Zuhörerschaft, dass „etliche Mädchen in Kensington, Hammersmith und Ealing schreckliche Geschichten über diesen Geist oder Teufel erzählen“. Über die Angelegenheit wurde am nächsten Tag in der Times und anderen landesweiten Zeitungen berichtet. Am darauf folgenden Tag, dem 11. Januar 1838, zeigte der Oberbürgermeister während einer gut besuchten Versammlung einen Stapel von Briefen aus verschiedenen Orten in und um London vor, die sich über ähnliche bösartige Streiche beklagten.
Die Menge der Briefe, die im Mansion House eingingen, legt nahe, dass die Aktivitäten von Spring Heeled Jack in den damaligen Vororten von London allgemein bekannt waren. Einer der Briefschreiber berichtete, er habe sich selbst davon überzeugen können, dass etliche junge Frauen in Hammersmith durch dieses Wesen schwere Schocks erlitten hätten, und dass einige „durch die Klauen, die diese Missgeburt an der Hand trägt, schwer verwundet“ worden seien. Ein anderer Schreiber bestätigte, dass in Stockwell, Brixton, Camberwell und Vauxhall mehrere Menschen zu Tode erschreckt worden seien und andere Schockzustände erlitten hätten. Ein weiterer Brief wies darauf hin, dass der Gauner wiederholt in Lewisham und Blackheath gesehen worden sei, die Polizei sich aber zu sehr vor dem Wesen ängstige, um zu handeln.
Der Lord Mayor selbst blieb in der Sache ambivalent: Er hielt die Angelegenheit für übertrieben und es außerdem für ausgeschlossen, dass ein Geist hier sein teuflisches Unwesen treibe. Auf der anderen Seite war ihm aus vertrauenswürdiger Quelle berichtet worden, dass ein Dienstmädchen in Forest Hill derart von einer Figur in einem Bärenfell erschreckt worden war, dass sie einen schweren Schock erlitten hatte. Er war zuversichtlich, dass die Person oder Personen, die in diesen Mummenschanz verwickelt seien, gefangen und bestraft werden würden (vgl. Haining (1977) – basierend auf Berichten aus der Times vom 10. und 12. Januar 1838).
Eine spezielle Polizeieinheit wurde gegründet, um die Verantwortlichen für die Angriffe zu fangen, und Belohnungen wurden ausgesetzt. Der Herzog von Wellington, der bereits die Siebzig überschritten hatte, und Admiral Edward Codrington schlossen sich den Suchtrupps an. Einige Quellen deuten an, dass der Herzog von Wellington bei einigen Gelegenheiten Spring Heeled Jack tatsächlich begegnete. Gefangen gesetzt wurde er jedoch nicht. Stattdessen schien er noch an Selbstvertrauen gewonnen zu haben, und die Anzahl seiner Angriffe nahm zu.

## Die Überfälle auf Lucy Scales und Jane Alsop

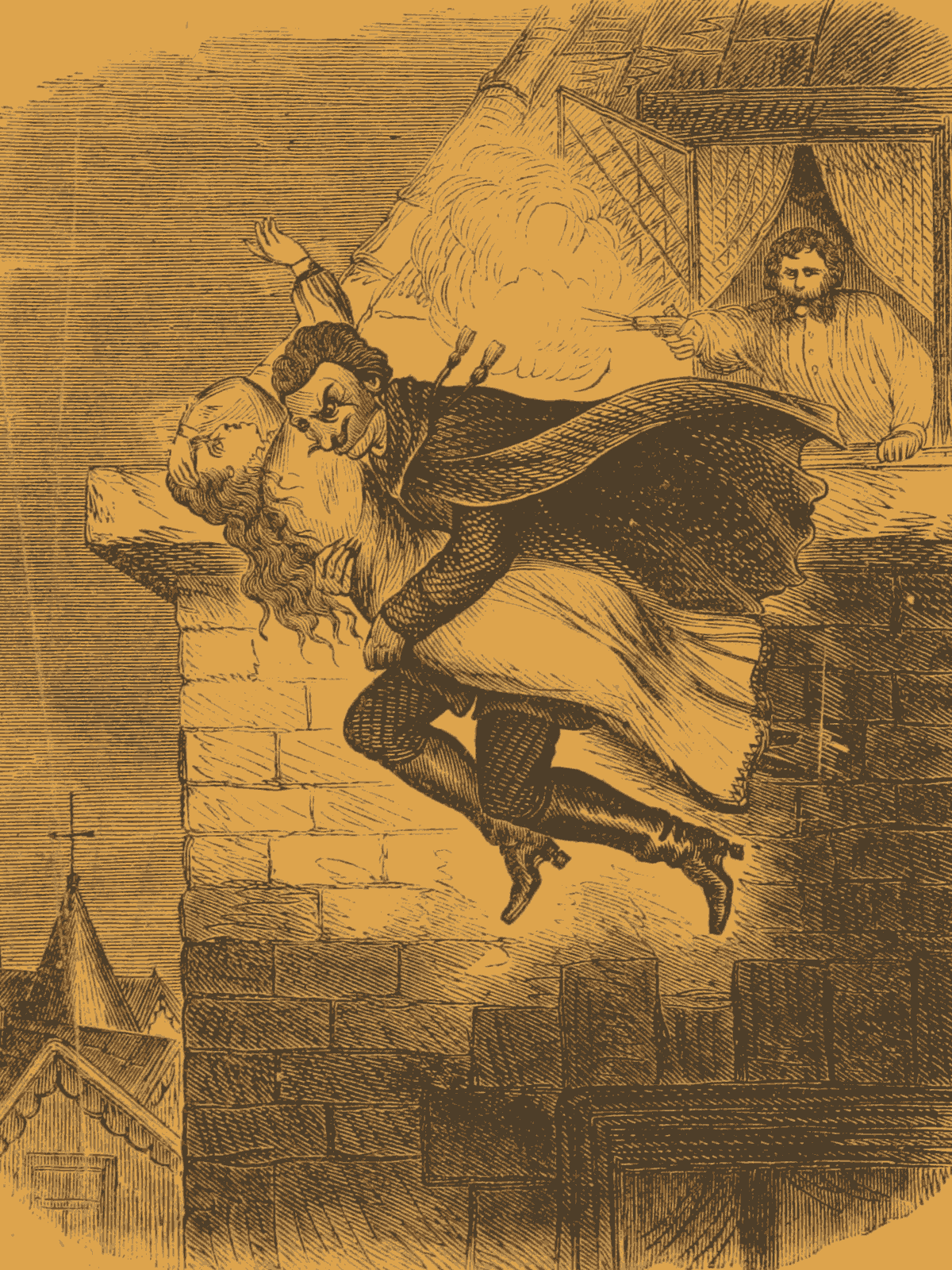
Darstellung des Spring Heeled Jack in einem frühen Heftroman

Die wahrscheinlich am besten bekannten Zwischenfälle im Zusammenhang mit Spring Heeled Jack waren seine Angriffe auf zwei junge Mädchen namens Lucy Scales und Jane Alsop. Über beide Ereignisse wurde ausführlich in der Presse berichtet, was die allmählich entstehende Massenhysterie weiter anheizte. In der Literatur zu Spring Heeled Jack gibt es unterschiedliche Varianten des Nachnamens von Lucy „Scales“, der Name, den Peter Haining (1977) verwendet, ist die allgemein anerkannte Version, während Berlitz (1989) die Variante „Sales“ anbietet. Cohen (1982) gibt als Namen „Squires“ an, wobei er sich auf die Berichte der Polizei von Limehouse stützt.

### Lucy Scales
Am 18. Februar 1838 (nach Berlitz (1989) am 20. Februar) kehrte die 18-jährige Lucy Scales gemeinsam mit ihrer Schwester Margaret von einem Besuch bei ihrem Bruder George, einem angesehenen Fleischer, der in der Narrow Street im Bezirk Limehouse lebte, nach Hause zurück. Lucy, die knapp vor ihrer Schwester ging, passierte die Einmündung zur Green Dragon Alley, einen sehr einsamen Ort, als eine Person sie aus dem Schatten heraus ansprang. Die Person war von Kopf bis Fuß in einen dunklen Umhang gehüllt, blies blaue Flammen in Lucys Gesicht. Erschrocken und geblendet, fiel sie zu Boden. Ihr Bruder, der sich glücklicherweise in der Nähe befand, hörte die Schreie der Mädchen und rannte zu Hilfe. Daraufhin sei das mit einem Umhang bekleidete Wesen davongesprungen. Lucy Scales war nicht in der Lage, sich von selbst zu erheben, und litt noch Tage später an heftigen Anfällen. Ihre Aussage wurde von ihren Geschwistern bestätigt und vor Gericht eidesstattlich bezeugt. Bei der Vernehmung gaben sie an, dass der Angreifer groß und hager gewesen sei und eher an einen Gentleman erinnert habe, der eine kleine Lampe bei sich trug. Nicht weniger als vier Augenzeugen berichteten, dass der Angreifer entkam, indem er in einem einzigen Sprung vom Boden auf das Dach eines nahe gelegenen Hauses hüpfte.

### Jane Alsop
Zwei Tage später, am 20. Februar 1838 (nach Berlitz (1989) am 22. Februar), öffnete im Bezirk Bow die ebenfalls 18-jährige Jane Alsop in der Nacht um viertel vor neun die Haustür, nachdem es mehrmals geklingelt hatte. Ein Mann stand dort, der behauptete, er sei Polizeibeamter, und sie bat, ihm ein Licht zu bringen, weil er und ein weiterer Polizist Spring Heeled Jack auf der Straße gefangen hätten. Als sie mit einer Kerze zurück an die Tür kam, griff er sie an, zerrte an ihrem Kleid und ihren Haaren, bis ihr andere Mitglieder der Familie zu Hilfe eilten. Den Polizeibeamten aus Lambeth berichtete sie, dass:

„He was wearing a kind of helmet and tight-fitting white costume like an ulster. His face was hideous, his eyes resembled balls of fire, his hands had great claws, and he vomited blue and white flames.“

„Er trug eine Art Helm und ein knapp sitzendes weißes Kostüm wie Ölzeug. Sein Gesicht war furchteinflößend; seine Augen waren wie Feuerbälle. Seine Hände hatten große Klauen und waren so kalt wie Eis, und er spie blaue und weiße Flammen.“

Jane Alsops Aussage vom Februar 1838 galt als die erste authentische Beschreibung dieser Person. Die Alsops (ein Vater mit drei Töchtern), die in der Bearhind Lane, einem einsamen Ort zwischen Bow und Old Ford wohnten wurden eingehend von der Polizei und bei Gericht befragt. Jane Alsop gab an, dass die Klauen an seinen Händen ihr vorkamen als wären sie aus Metall gefertigt. Ihre Schwester und ihr Vater bestätigten glaubhaft ihre Aussagen zu dem Angriff. Zudem stand die junge Frau unter schwerem Schock und die Heilung der Kratzwunden auf ihren Armen und Schultern zog sich über einen längeren Zeitraum hin.

### Weitere Berichte
Eine Woche nach dem Angriff auf Jane Alsop klopfte erneut eine schwarz verhüllte Gestalt an die Tür eines Hauses, diesmal in der Turner Street, Ecke Commercial Road. Als ein junger Diener öffnete, verlangte der Besucher mit rauer, tiefer Stimme den Herrn des Hauses zu sprechen. Der Junge wollte sich umdrehen, um seinen Herrn zu rufen, bemerkte dabei aber, dass die Augen des Mannes rot glühten. Er geriet in Panik, schrie um Hilfe und erregte so die Aufmerksamkeit der Nachbarn. Mit einem ärgerlichen und enttäuschten Knurren fuchtelte Spring Heeled Jack mit seiner klauenbewehrten Faust vor dem Gesicht des Jungen herum und floh anschließend über die nächsten Dachfirste. In der anschließenden behördlichen Untersuchung behauptete der Junge, dass er etwas beobachtet habe, was später ein bedeutsames Indiz werden sollte: Als Spring Heeled Jack ihm den Rücken zukehrte, bemerkte er, dass dieser auf dem Hemd unter seinem schwarzen Umhang ein goldgesticktes „W“ trug, das einem Wappen ähnelte.
In regelmäßigen Abständen tauchte immer wieder in unterschiedlichen Teilen des Landes ein mysteriöses Wesen auf. Manchmal galt es als sicher, dass dieses Wesen ein Mensch sei, der sich verkleidet hatte, um Menschen entweder durch Springen über Mauern und Hecken zu erschrecken, sie auszurauben oder zu verletzen. Diese Sprünge vollführte er mit Hilfe sehr starker Federn an den Sohlen seiner Stiefel. Einige Menschen waren jedoch davon überzeugt, dass es sich um ein übernatürliches Wesen handeln müsse. Die wahre Identität und die Natur dieser Kreatur blieb rätselhaft.

## Die Legende verbreitet sich

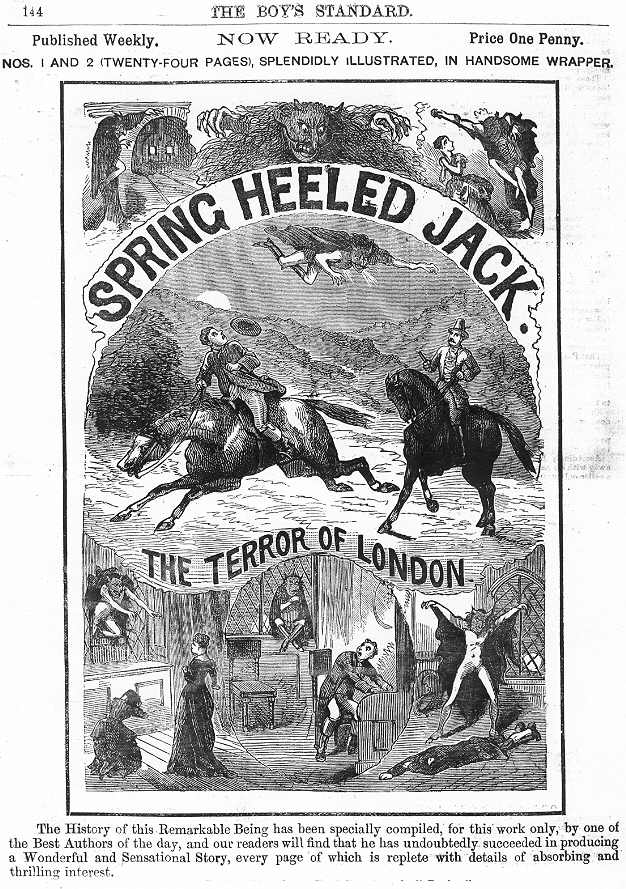
Bild aus einem Groschenroman

Nach diesen Zwischenfällen war Spring Heeled Jack zu einer der bekanntesten Figuren seiner Zeit geworden. Über seine Taten wurden in den Zeitungen berichtet und sie waren Thema von Groschenheften und Theaterstücken, die in den billigen Theatern gespielt wurden, die in dieser Zeit im Übermaß vorhanden waren. In dem Maße aber, wie sich sein Ruf verbreitete, wurden seine Auftritte seltener und erstreckten sich außerdem über ein größeres Gebiet.
1843 ging erneut eine Welle von Sichtungen durch das Land. Hierbei tauchte er in Northamptonshire, in Hampshire – wo er als das „wahre Abbild des Teufels, selbst mit Hörnern und Augen wie Flammen“ beschrieben wurde – und in East Anglia auf, wo Berichte über Angriffe auf Postkutscher fast alltäglich wurden.
Obgleich er mit seiner Erscheinung die Menschen zutiefst erschreckte und in einigen Fällen Verletzungen verschiedener Art bei seinen Opfern vorgekommen waren, so hatte Spring Heeled Jack bis dahin niemals einen Menschen getötet.
Das sollte sich jedoch 1845 ändern. In diesem Jahr wurde er in Jacob’s Island (Bermondsey) gesehen, einem Slum für die ärmste Bevölkerungsschicht, voller schäbiger Holzhütten und verpesteter Gräben, wie ihn Charles Dickens in der Beschreibung von Fagins Unterschlupf in Oliver Twist verewigt hat. Dort soll er die 13-jährige Prostituierte Maria Davis auf einer Brücke über einen der übelsten dieser Gräben, den Folly Ditch, in die Enge getrieben, ihr Feuer ins Gesicht gespien und sie anschließend in das stinkende Wasser unter ihnen geschleudert haben. Zeugen berichteten den Vorfall der Polizei, die den Graben trockenlegte und die Leiche des Mädchens entdeckte. Das Urteil bei der anschließenden Untersuchung lautete zwar auf Tod durch Unfall, für die Bewohner der Gegend jedoch war Spring Heeled Jack damit zum Mörder geworden.

### Nachahmer
Sieben Jahre nach den Überfällen auf Lucy Scales und Jane Alsop kam es in Ealing und Hanwell zu neuen Sichtungen des Spring Heeled Jack. Er versetzte Frauen und Kinder, die nachts auf einsamen Straßen unterwegs waren in Angst und Schrecken. Er wurde als eine Gestalt beschrieben, der in ein weißes Gewand und einen langen dunklen Schal gehüllt plötzlich in der Dunkelheit auftauchte, über Mauern und Hecken sprang und dabei düstere Schreie ausstieß. Dieser Nachahmer des Spring-Heels Jack wurde bald von der örtlichen Polizei aufgegriffen und vor Gericht gestellt. Es stellte sich heraus, dass er Richard Bradford hieß und ein Metzger aus Brentford war, der für makabere Scherze bekannt war. Da die Geschädigten nicht zur Verhandlung erschienen, kam er mit einer Verwarnung davon.
In den 50er und 60er Jahren des 19. Jahrhunderts wurde Spring Heeled Jack in ganz England gesehen. Manchmal waren es nachweislich Nachahmer, wie im Fall von Richard Bradford, oftmals wurde jedoch die Meinung vertreten, es sei entweder ein böser Geist oder der Teufel selbst, der dort sein Unwesen trieb.
Die häufigsten Sichtungen ereigneten sich jedoch in den Midlands. In der Nacht des 8. Februar 1855, während eines ungewöhnlich strengen Winters, erschienen lange Reihen von Abdrücken im Schnee in über dreißig verschiedenen Orten in Devon. Jede von ihnen war über dreieinhalb Inches (also rund 8,7 cm) lang und drei Inch (ca. 7,5 cm) breit. Die Spuren erinnerten an den Hufabdruck eines Esels, und einige von ihnen schienen gespalten. Angeblich gingen sie über Dächer, hohe Mauern und Heuschober und verstärkten so den Eindruck des Übernatürlichen. Die Times griff die Geschichte am 16. Februar auf und berichtete, dass sie „Aufruhr unter der gesamten Bevölkerung erregten“ (“caused an uproar of commotion among the inhabitants in general”) und dass „etliche der besonders Abergläubischen“ (“several of the very superstitious”) meinten, es „müssten die Abdrücke von Old Nick“ (“must be the marks of Old Nick”) sein, einer der landläufigen Namen in England für den Teufel. Andere waren davon überzeugt, dass es die Spuren von Spring Heeled Jack seien.
In der Nachbarschaft von Newport in Lincolnshire verbreitete jemand Panik, der in einer Art Schaffell gekleidet war, mit einem Schwanz und stachelförmigen Ohren. Über diesen Jack hieß es, er sei, als er von einem mit Stöcken und Steinen bewaffneten Mob verfolgt wurde, auf die Dächer von Hütten oder über fünfzehn Fuß hohe Wände gesprungen und so entkommen. Selbst wenn er beschossen wurde, so schienen ihm die Kugeln nichts auszumachen.

### Die letzten Sichtungen
Zu Beginn der 1870er Jahre wurde Spring Heeled Jack wiederholt sowohl in London als auch weiterhin an entfernten Orten gesehen.
Im November 1872 berichtete die News of the World, dass London “in a state of commotion owing to what is known as the 'Peckham Ghost’, a mysterious figure, quite alarming in appearance” (deutsch: „sich im Zustand der Aufregung befinde, einer geheimnisvollen Gestalt von beängstigendem Äußeren geschuldet, die als Geist von Peckham bekannt ist.“) Die Herausgeber deuteten an, es handele sich um niemand anderen als „Spring Heeled Jack, der eine frühere Generation erschreckte“ (“Spring Heeled Jack, who terrified a past generation”). Im April und Mai des Jahres 1873 kam es in Sheffield zu zahlreichen Sichtungen eines „Gespenstes im Park“ (“Park Ghost”), das die Lokalzeitungen als Spring Heeled Jack identifizierten. Die Ereignisse gipfelten darin, dass sich nächtens Tausende von Menschen versammelten, um den Geist zu jagen.

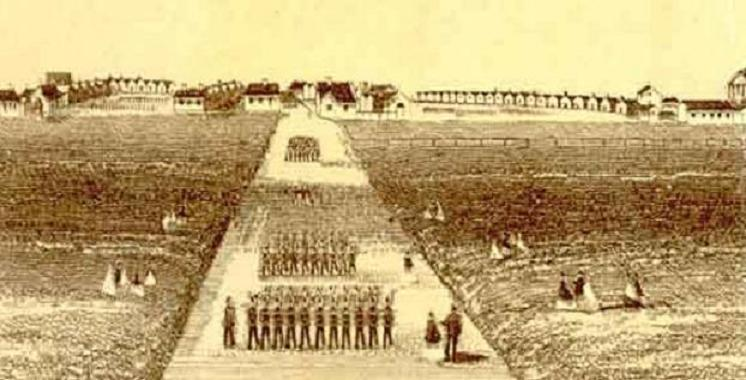
Kaserne von Aldershot, 1866

Diesen Neuigkeiten folgten weitere Berichte über sein Auftauchen, bis im April 1877 Spring Heeled Jack einen seiner aufsehenerregendsten Auftritte vor einer Gruppe von Soldaten in der Kaserne von Aldershot hatte. Einer der nächtlichen Posten namens John Regan stand am Nord-Camp Wache, als eine seltsame Gestalt, die über die Straße auf ihn zugehüpft kam und dabei ein metallisches Geräusch verursachte, seine Aufmerksamkeit erregte. Der Soldat rief den Mann an, erhielt auf seinen Anruf aber keine Antwort und die Gestalt verschwand für einige Augenblicke aus Regans Blickfeld. Als er auf seinen Posten zurückging, erschien sie neben ihm und gab ihm mehrere Schläge ins Gesicht mit „einer Hand, so kalt wie die einer Leiche“. Angezogen von dem dabei entstehenden Lärm eilten mehrere Männer hinzu und gaben später an, dass die Gestalt mehrere Fuß hoch über ihre Köpfe hinweg gesprungen und hinter ihnen gelandet sei. Nach ihren Aussagen stand Spring Heeled Jack einfach da, beobachtete sie und grinste, als ob er warte und sie auffordere, ihren nächsten Zug zu machen. Eine der Wachen schoss auf ihn, was allerdings keinen anderen sichtbaren Erfolg hatte, als ihn zu verärgern. Einige Quellen vermuten, dass die Soldaten mit den für Warnschüsse üblichen Platzpatronen auf ihn schossen. Die seltsame Gestalt griff sie nun an und spie aus ihrem Mund blaue Flammen in ihre Richtung, worauf die Wachen in Panik ihre Posten verließen. Danach verschwand die Gestalt in der sie umgebenden Dunkelheit.
Es gab noch mehrere Angriffe von Spring Heeled Jack auf Wachposten in Aldershot. Bei all diesen Vorfällen stimmten die Beschreibungen überein: hoch gewachsen, muskulöses Aussehen, bekleidet mit einem Helm und einem eng anliegenden Gewand aus weißem Ölzeug.
Gegen Ende des 19. Jahrhunderts deutete das geographische Muster der Sichtungen von Spring Heeled Jack an, dass er sich auf den Westen Englands zubewegte.
Im September 1904 erschien Spring Heeled Jack auf der Spitze des Daches der Saint Francis Xavier-Kirche in Everton, nördlich von Liverpool. Zeugen berichteten, dass er plötzlich hinuntersprang und hinter einem nahe stehenden Haus landete. Als sie zu der Stelle stürzten, standen sie einem hoch gewachsenen, muskulösen Mann gegenüber, der vollständig in Weiß gekleidet war, einen eiförmigen Helm trug und dort wartete. Er lachte hysterisch über die Menge und stürzte auf sie zu, was einige Frauen entsetzt aufstöhnen ließ. Mit einem gigantischen Sprung ließ er sie alle hinter sich und verschwand hinter den benachbarten Häusern.
Der Zwischenfall in Liverpool gilt als das letzte Mal, dass Spring Heeled Jack gesehen wurde. Dennoch gibt es Berichte späterer Sichtungen, wie unlängst 1986, von denen einige außerhalb Englands (sogar in den USA) stattfanden, doch sind diese zu selten und nicht eindeutig genug, um sie bestätigen zu können.

## Erklärungsansätze
Die Tatsache, dass Spring Heeled Jack nie gefangen wurde, hat in Verbindung mit seinen außergewöhnlichen Fähigkeiten und der sehr langen Zeitspanne, in der er sein Unwesen trieb, zu allen möglichen Theorien geführt, die seine Natur und seine Identität zu bestimmen versuchten. Während einige Autoren nach einer rationalen Erklärung für die Ereignisse suchen, stellen andere die phantastischen Einzelheiten der Geschichte in den Mittelpunkt und schlagen eine Reihe von spekulativen paranormalen Erklärungen vor.

### Die Position der Skeptiker
Skeptische Forscher haben wiederholt die Geschichten von Spring Heeled Jack abgelehnt. Einige von ihnen behaupten, dass es sich um nichts weiter handele als um die übertriebene Geschichte von einem Wahnsinnigen, der über die Dächer tanzte und sprang und behauptete, der Teufel verfolge ihn (zum Beispiel Randles (1994)).
Andere Forscher glauben, dass eine oder mehrere Personen hinter der Sache steckten, denen spätere Nachahmer folgten (vgl. Dash (1995)). Erwähnenswert ist in diesem Zusammenhang, dass weder die Presse noch die Behörden oder die allgemeine Öffentlichkeit Spring Heeled Jack bei seinem ersten Auftauchen und in den Jahren danach als ein übernatürliches Wesen betrachteten, sondern ihn für eine (oder vielleicht auch mehr als eine) Person mit einem makabren Sinn für Humor hielten, die sich daran ergötzte, Frauen zu erschrecken und zu belästigen. Mit dieser Idee stimmt auch der erste Brief an den Londoner Oberbürgermeister überein, in dem eine Gruppe junger Aristokraten, die eine verantwortungslose Wette eingegangen seien, als Schuldige angeklagt wird.

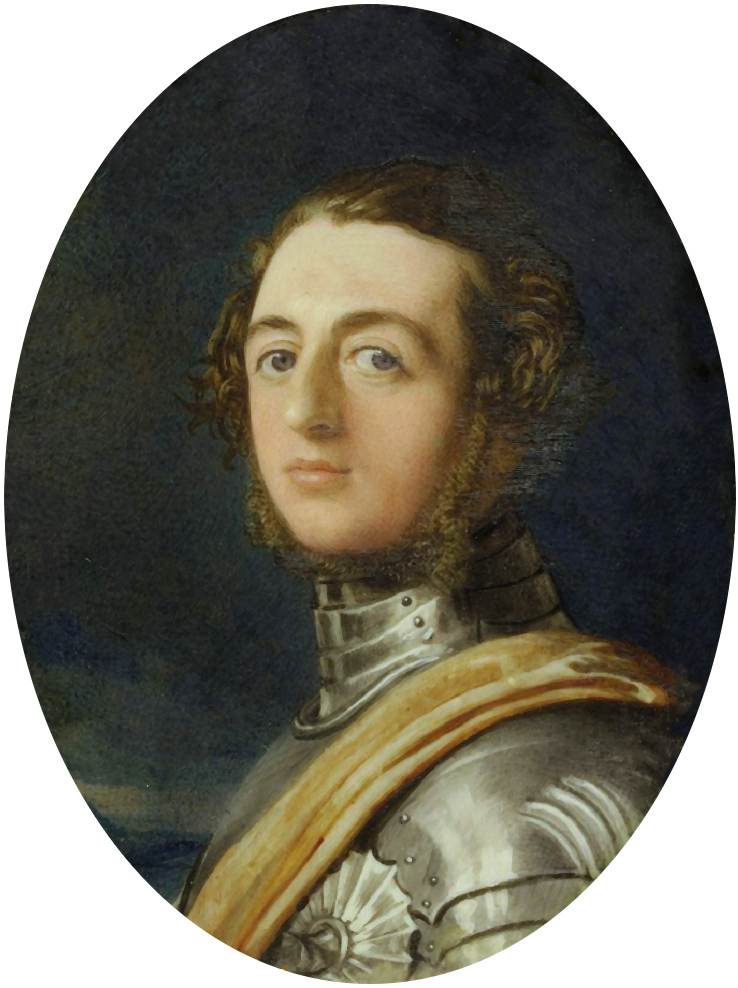
Henry de La Poer Beresford, dritter Marquess von Waterford (1840)

Ein allgemein bekanntes Gerücht, das frühestens ab 1840 auftauchte, deutete auf einen irischen Adligen, Henry de La Poer Beresford, den dritten Marquess von Waterford, als den Hauptverdächtigen hinter den Ereignissen. Die Verantwortlichkeit des Marquess wurde von mehreren modernen Autoren angenommen, die andeuten, dass ein für ihn beschämendes Ereignis mit einer Frau und einem Polizisten ihn auf die Idee gebracht haben könnte, diese Figur zu erschaffen, um sich so an der Polizei und den Frauen im Allgemeinen zu rächen (zum Beispiel Haining (1977)). Diese Autoren vermuten ebenfalls, dass er (mithilfe von Freunden, die Experten auf dem Gebiet der angewandten Mechanik waren) eine Art von Vorrichtung erfunden haben könnte, um seine Schuhe mit Sprungfedern auszustatten, und dass er, um den übernatürlichen Eindruck seiner Figur zu steigern, Techniken des Feuerspuckens ausgeübt habe. Schließlich verweisen sie auf das gestickte Wappen mit dem Buchstaben „W“, das der junge Diener bei dem Zwischenfall im Hause Ashworth beobachtet hatte und das eine verdächtige Übereinstimmung mit seinem Titel ergibt.
In der Tat war der Marquess in den späten 30er-Jahren des 19. Jahrhunderts häufiger wegen seiner Schlägereien im Vollrausch, seiner brutalen Scherze und seiner mutwilligen Zerstörungen im Gerede, und man sagte ihm auch nach, dass er für eine Wette alles täte. Sein auffälliges Verhalten und seine bekannte Verachtung für die Frauen brachten ihm den Spottnamen Der verrückte Marquis (“the Mad Marquis”) ein. Auch war allgemein bekannt, dass er sich zum Zeitpunkt des ersten Erscheinens von Spring Heeled Jack in London aufhielt. Bereits Reverend E. C. Brewer, der dem Marquess bescheinigte, er „belustige sich gewöhnlich damit, unvorhergesehen Reisende anzuspringen, sie zu erschrecken, und von Zeit zu Zeit habe es andere gegeben, die seinem dummen Beispiel gefolgt seien“ (“used to amuse himself by springing on travellers unawares, to frighten them, and from time to time others have followed his silly example”; zitiert bei Simpson [2001]), stellt ihn 1880 als den Übeltäter dar. Im Jahr 1842 heiratete der Marquess und ließ sich in Curraghmore House in Irland nieder, wo er den Berichten nach ein mustergültiges Leben führte, bis er 1859 nach einem Sturz vom Pferd starb.
Unterdessen blieb Spring Heeled Jack noch für Jahrzehnte danach aktiv, was die zuvor erwähnten modernen Autoren zu der gleichen Schlussfolgerung wie Brewer führt: Der Marquess mag durchaus für die ersten Angriffe verantwortlich sein, dennoch müssen andere Witzbolde ihn gelegentlich nachgeahmt haben, um die Aufgabe fortzusetzen.
In einigen Gerüchten heißt es sogar, dass Jack in Wirklichkeit kein Mensch, sondern ein Känguru sei, das von einem Dompteur in diverse Verkleidungen gesteckt worden war.
Ob nun die Erzählung über Spring Heeled Jack ursprünglich auf einen Vorfall mit einem Geisteskranken zurückzuführen sind oder ob eine bestimmte Person (oder eine Gruppe von Personen), die spätere Nachahmer fand, dahinter stecken, so sind doch die skeptischen Forscher einhellig der Meinung, dass die Geschichte von Spring Heeled Jack durch die einsetzende Massenhysterie, einen sozialen Prozess, zu dem viele Faktoren beigetragen haben, aufgebauscht und verändert wurde. Zu diesen Faktoren gehören unter anderem unbestätigte Gerüchte und Klatsch, Aberglaube, Formen vorhandener mündlicher Überlieferungen, sensationslüsterne Veröffentlichungen und eine Volkskultur, zu deren festen Bestandteilen übernatürliche Wesen von boshaftem Charakter zählen. Die Altweibergeschichten über Spring Heeled Jacks Kräfte, seine vermeintlich teuflische Erscheinung und seine Fähigkeit, jeden Versuch zu vereiteln, ihn dingfest zu machen, nahmen den Geist des abergläubischen Publikums gefangen und gaben so seiner Figur eine Aura des Übernatürlichen. Diese wurde umso mehr zur „Wahrheit“, je mehr Zeit verstrich und der Eindruck entstand, Spring Heeled Jack sei nicht den Veränderungen durch das Altern unterworfen. Im Ergebnis begründete sich so eine Urbane Legende rund um die Figur, die sich wiederum in den zeitgenössischen Publikationen niederschlug, und im Gegenzug in einer Art von Teufelskreis die öffentliche Wahrnehmung verstärkte, wie es auf der Website Skeptical Enquirer vom Juli 2002 dargelegt wird.

### Paranormale Ansätze
Eine Vielzahl unterschiedlichster Spekulationen wurde von Autoren vorgestellt, die davon ausgehen, dass Spring Heeled Jack übernatürlichen Ursprungs gewesen sei. Die Folgenden sind nur einige der bekanntesten:
- Eine verbreitete Hypothese stellt Spring Heeled Jack als außerirdisches Wesen dar, das irgendwie auf der Erde gestrandet sei. Unterstützer dieser Theorie erklären damit sein nicht-menschliches Erscheinungsbild und seine Eigenschaften (zum Beispiel reflektierende rote Augen oder phosphoreszierender Atem). Auch seine Sprungkraft (gespeist aus der Vorstellung, dass er ursprünglich von einem Planeten mit weit größerer Gravitationskraft stammte und seine Bewegungen somit denen der Astronauten auf dem Mond ähnlich seien), sein seltsames Verhalten (das sich durch eine Psychose, die auf seine Isolation zurückzuführen sei, verändert haben könnte, oder das Ergebnis des Einatmens von Gasen aus der Erdatmosphäre sei) und seine Langlebigkeit ließen sich darauf zurückführen (vgl. Berlitz (1989)).
- Es handele sich bei ihm um einen Besucher aus einer anderen Dimension, der hierher durch ein Wurmloch oder ein Dimensionstor gekommen sei, wie beispielsweise auf der Website Cassiopaea vermutet wird.
- Spring Heeled Jack sei ein Dämon, der entweder zufällig durch einen Okkultisten in diese Welt beschworen worden sei oder der sich hier aus eigenem Antrieb manifestiert habe, einfach um einen spirituellen Aufruhr zu erzeugen, eine These, die sich auch John Keel (Autor von The Mothman Prophecies) und Jacques Vallée zu eigen machen.

Die Befürworter der übernatürlichen Erklärung betrachten die Tatsache, dass es noch keinem Menschen gelungen ist, einen Apparat zu konstruieren, der Sprünge in der Art von Spring Heeled Jack ermöglicht, als unterstützendes Argument für ihre Thesen. Sie verweisen darauf, dass die deutsche Armee im Ersten Weltkrieg dazu Experimente mit verheerenden Auswirkungen durchführte. Angeblich hatten diese Experimente eine durchschnittliche Misserfolgsrate von 85 %, inklusive gebrochener Beine und Knöchel der Testpersonen, wie auf der Website The Triangle – Sci-Fi geschildert wird. Aus dem Scheitern eines offiziellen Militärprojekts schließen sie, dass es für eine Einzelperson, noch dazu Jahrzehnte früher, keine Aussicht auf Erfolg gegeben haben könne. Es mag in diesem Zusammenhang beachtenswert sein, dass unter dem Namen 7Meilenstiefel seit einiger Zeit ein Funsportgerät vermarktet wird, das ähnliche Sprünge erlaubt. Allerdings ist es am Körper deutlich sichtbar und benötigt moderne Materialien wie Kohlenstofffasern neuester Bauart.

## Rezeption
Neben der literarischen Verwendung der Figur in Gedichten und Romanen gab es auch Verfilmungen des Themas, Theater- und Musikstücke.
Gedichte und Lays
- Lilian Winser: Lays and Legends of the Weald of Kent.[5]
- Richard D. Remler: The Legend Of Spring-Heeled Jack.[6]

Romane und Erzählungen
- Thomas Hoyer Monstery: Spring Heel Jack, or, The masked mystery of the tower: a story of strange facts of many years ago (= Beadle’s New York dime library. Nr. 332). Beadle and Adams, New York 1885, OCLC 984263592 (englisch).
- Charlton Lea, Frank Pettingell: Spring-Heeled Jack, the Terror of London. Charles Fox, London 1890, OCLC 317835307 (englisch).
- Mark Hodder: Der kuriose Fall des Spring Heeled Jack: Roman. Bastei Lübbe, Köln 2013, ISBN 978-3-8387-1887-3 (books.google.de – Leseprobe).
- Karl Bell: The legend of spring-heeled Jack : Victorian urban folklore and popular cultures. Boydell & Brewer, Incorporated, Woodbridge, UK 2012, ISBN 978-1-84383-787-9 (englisch).

Berichte
- The Spring Jack. In: Franklin’s Miscellany. Band 1, Nr. 7, 27. Januar 1838, OCLC 1117277987.
- Authentic particulars of the awful appearance of … Spring-Heeled J.; together with his extraordinary life etc. London 1838, OCLC 560542091.

### Spring Heeled Jack in der Folklore und als „Urban Legend“
Die weit verbreitete Moderne Sage, die sich rund um Spring Heeled Jack bildete, beeinflusste viele Lebensbereiche des Viktorianischen England, insbesondere die zeitgenössische Unterhaltungskunst.
Das Oxford English Dictionary vermerkt, dass sein Name im späten Viktorianischen Zeitalter ein allgemeiner Ausdruck für jene Art von Straßenräubern geworden war, die auf die Leute zusprangen, um sie zu erschrecken oder zu berauben und die sich auf ihre Geschwindigkeit beim Weglaufen verließen, wenn es darum ging zu entkommen. Es zitiert eine Quelle aus Cheshire aus dem Jahre 1887, in der eine Magd, die gerade ihren Jahreslohn ausgezahlt bekommen hat, sich fürchtete, mit so viel Geld auf die Straße zu gehen, solange „dort so viele von diesen Spring Heeled Jacks seien“ (“there are so many of these spring-heeled Jacks about”; zitiert bei Simpson (2001)). Auch war sein Name über Jahrzehnte ein Synonym für den Schwarzen Mann, der als Mittel benutzt wurde, um unartige Kinder zu erschrecken, indem man ihnen sagte, dass der Spring Heeled Jack hochspringen und nachts durch ihre Schlafzimmerfenster schauen würde, wenn sie nicht brav wären.
Abgesehen davon war es vor allem das Feld der Unterhaltungsliteratur, wo Spring Heeled Jack wegen seiner behaupteten außergewöhnlichen Natur den größten Einfluss entfaltete. Fast von dem Moment an, wo die ersten Begebenheiten dem Publikum bekannt wurden, verwandelte er sich in eine erfolgreiche fiktionale Figur und wurde von 1840 bis 1904 die Hauptfigur vieler Groschenromane. Außerdem gab es eine Reihe von Schauspielen, in denen er die Hauptrolle spielte.

### Literarische Verarbeitung
Die bedeutsamsten Bearbeitungen von „Spring Heeled Jack“ im literarischen Schaffen des 19. und frühen 20. Jahrhunderts:
- 1840 erscheint das Theaterstück Spring-Heeled Jack, the Terror of London von John Thomas Haines. Es zeigt ihn als einen Outlaw, der Frauen angreift, weil ihn seine eigene Geliebte betrogen hat.
- Im Verlauf desselben Jahrzehnts wird unter dem gleichen Titel (Spring-Heeled Jack, The Terror of London) der erste der Trivialromane über Spring Heeled Jack veröffentlicht. Er erscheint in wöchentlichen Fortsetzungen.
- 1849 kommt das Theaterstück von W. G. Willis The Curse of the Wraydons (Der Fluch der Wraydons) heraus. Hier ist Spring Heeled Jack ein Verräter und Spion im Dienste Napoleons, der seine mörderischen Kunststücke zur Tarnung benutzt.
- 1863 gibt es ein Stück von Frederick Hazleton Spring-Heel’d Jack: or, The Felon's Wrong (Spring Heeled Jack oder Die Untat des Schurken).
- 1864–1867 erscheint unter dem Titel „Spring-heel'd Jack: The Terror of London“ ein weiterer Trivialroman. Herausgegeben wird er von der Newsagents' Publishing Company.
- 1878–1879 kommt mit Spring heel’d Jack: The Terror of London ein weiterer Fortsetzungsroman in wöchentlichen Lieferungen in der Zeitschrift The Boys' Standard heraus, der entweder von dem altgedienten Autor solcher Werke, Georg Sala, oder von Alfred Burrage unter seinem Pseudonym Charlton Lea stammt.
- 4. März 1885 veröffentlicht Colonel Thomas Monstrey unter dem Titel Spring-Heel Jack; or, The Masked Mystery of the Tower einen weiteren Heftroman. Er erscheint als Heft Nr. 332 in Beadle's New York Dime Library.
- 1889–1890 gibt es den Stoff als 48-teilige Serie von Alfred Burrage unter seinem Pseudonym Charlton Lea, die Charles Fox veröffentlicht.
- 1904 erscheint eine weitere Version von Alfred Burrage (vgl. Simpson (1995) und Nevin (2005)).
- 1928 schreibt der Schweizer surrealistische Schriftsteller Maurice-Yves Sandoz eine Neufassung des Stücks The Curse of the Wraydons, die als Grundlage für einen gleichnamigen Film im Jahr 1946 diente.

### Wandlung des Charakters – vom Bösewicht zum Superhelden
Während die frühen Werke Spring Heeled Jack ausnahmslos als Erzschurken darstellen, verändert sich seine Figur im Laufe der Zeit, bis sie sich vollständig zum Superhelden gewandelt hat. Der erste Groschenroman, der diese Wandlung einleitet, stammt aus den 1860er Jahren. Diese Veränderung wurde von allen folgenden Publikationen übernommen und erreichte den Höhepunkt ihrer Entwicklung in dem 1904 erschienenen Werk von Burrage.
In diesen Geschichten (die nach 1805 spielen, nachdem Napoleon Europa erobert hatte) ist Spring Heeled Jack Bertram Wraydon, ein junger Leutnant der Britischen Armee, der als Erbe eines jährlichen Einkommens von 10.000 £ von seinem bösen Halbbruder Hubert Sedgefield zu Unrecht des Verrats bezichtigt wird. Nachdem ihm die Flucht aus dem Gefängnis gelungen ist, kehrt Wraydon zurück, um sich an dem Schurken zu rächen. In seinem Kampf gegen das Böse und zur Rettung der Unschuldigen nimmt er eine Geheimidentität an und trägt ein seltsam aussehendes Kostüm mit Mähne und Krallen. Er hat ein geheimes Versteck, in dem er das, was er von seinem Erbe retten konnte, verbirgt und es selbstlos zur Finanzierung seiner heroischen Taten verwendet. Das schließt auch die Entwicklung einer Sprungapparatur ein, die es ihm ermöglicht, über dreißig Fuß (also über 10 m) weit zu springen, sowie eine Vorrichtung, mit der er Feuer speien kann. Auch lässt er jeweils am Ort seiner Taten ein Markenzeichen zurück, den Buchstaben „S“, den er mit seinem Rapier einritzt, sobald seine Mission abgeschlossen ist.

### Spring Heeled Jack in der Unterhaltungskultur heute
Obgleich es ihnen an dauerhaftem literarischem Wert mangelt, haben diese Serien über Spring Heeled Jack einen wichtigen Einfluss als Vorgänger der heutigen Pulp Magazine und Comic-Superhelden gehabt. Dabei ist zu berücksichtigen, dass sie zwanzig Jahre vor den ersten Abenteuern von Zorro erschienen und ein halbes Jahrhundert vor der Erfindung von Figuren wie Batman oder dem Lone Ranger. Dieser anhaltende Einfluss und die daraus resultierende Bedeutsamkeit für die Kultur waren im größten Teil des 20. Jahrhunderts überwiegend in Vergessenheit geraten.
In den letzten Jahren flammte jedoch erneut das Interesse für die Geschichten um Spring Heeled Jack auf. Verschiedene englische Comic-Figuren wie Jumping Jack, the Leaping Phantom, Spring-Heeled Jock und Spring-Heeled Jackson wurden seit den frühen 1970er direkt nach seinem Vorbild geschaffen.
Auch heute noch regt die Geschichte die Phantasie von Schriftstellern wie Philip Pullman an, dem Autor der Bestseller-Trilogie „His Dark Materials“, der seine Kurzgeschichte Spring Heeled Jack – A Story of Bravery and Evil (ISBN 0-440-86229-9; dt.: „Eine Geschichte von Tapferkeit und dem Bösen“) 1989 veröffentlichte. Er übernimmt wieder das Konzept aus den viktorianischen Groschenheften vom guten Spring Heeled Jack, der sich als Teufel verkleidet, um die Schurken zu erschrecken. In The Anubis Gate von Tim Powers findet sich eine komplexe paranormale Erklärung für Spring Heeled Jack. Auch Stephen King beschreibt in seiner Geschichte Strawberry Spring einen modernen Spring Heeled Jack. Die Geschichte erschien zum ersten Mal 1968 in Ubris, dem literarischen Magazin der Universität von Maine in Orono; aus ihr entstand 2001 ein US-amerikanischer Kurzfilm von Doveed Linder.
1991 kam eine Reihe von Spielzeugfiguren mit folkloristischen Motiven auf den Markt, die Monster in My Pocket hieß und in der es auch einen Spring Heeled Jack gab. Bei der bei Kindern beliebten Zeichentrick-Serie Die Abenteuer von Jackie Chan (Jackie Chan Adventures) kommt er in einer Episode als trollähnliches Wesen vor, das gemäß seinem Namen Sprungfedern an seinen Schuhen trägt. Hier wird er besiegt, nachdem er mit einer Prise Salz in Kontakt gekommen ist.
Vor kurzem haben einige Comic-Autoren wie Ver Curtiss, Kevin Olson und David Hitchcock Spring Heeled Jack zum Hauptdarsteller verschiedener Abenteuer gemacht. Letzte kann man auf der Website von Black Boar Press sehen. In diesen Serien, die zum Teil in einer düsteren und postmodernen Umgebung spielen, hat er erneut die Rolle eines Superhelden.
In der Science-Fiction Serie Primeval taucht der „Spring Heeled Jack“ als Raptor auf, der durch ein Zeitfenster ins 19. Jahrhundert gelangt ist. Spring Heeled Jack kann auch als Vorbild für den Predator in den gleichnamigen Filmen gesehen werden. Das darin dargestellte außerirdische Wesen hat eine athletische Figur, enorme körperliche Fähigkeiten, trägt eine Maske und benutzt als Hauptwaffe Metallkrallen.
Auch in der Comicfigur „Phantomias“ (u. a. Walt Disney’s Lustige Taschenbücher Nr. 41: „Donald mal ganz anders“) finden sich Anklänge an Spring Heeled Jack: Zwar ist „Phantomias“ eine Paraphrase auf die Filmfigur Fantomas, verwendet aber „Sprungfederstiefel“, die an Spring Heeled Jack erinnern.
Die Figur hat ebenfalls Musiker inspiriert. 1994 brachte der Sänger Morrissey in seinem Album „Vauxhall and I“ einen Song mit dem Titel Spring Heeled Jim heraus. Andere Musiker wie das Englische Duo Spring Heel Jack, die US-amerikanische Ska-Band Spring Heeled Jack oder die Schweizer Rockband Spring Heeled Jack aus St. Gallen haben sich nach ihm benannt.
2004 erschien Spring Heeled Jack als ein finsterer Superschurke im Anleitungsbuch zum Rollenspiel Omlevex. Hier wird er als der Erzfeind von Lacie Delmont, einem knallharten Detektiv mit paranormalen Fähigkeiten, geschildert.
Im 3-bändigen „Buffy the Vampire Slayer“-Roman „Gatekeeper“ spielt Spring Heel Jack eine wichtige Rolle.
Außerdem gibt es in Bethesdas Actionrollenspiel „Oblivion“ einen NPC, dem man im Laufe einer Diebesgildenaufgabe die „Boots of Spring Heel Jack“ (dt. Stiefel von Jack Springferse) entwenden muss.
Für das Brettspiel Mr. Jack existiert eine Erweiterung, die unter anderem auch eine Spielfigur namens Spring-heeled Man beinhaltet, die an Spring Heeled Jack angelehnt ist.
In der Fantasy-Serie Sanctuary, in der ersten Folge der vierten Staffel, wird Spring Heel Jack als Abnormer (Mutant) dargestellt, als welcher er einen Platz in einer der Einrichtungen des Sanctuarys erhält. Zuvor wird er dort mit dem Mörder Jack the Ripper in Verbindung gebracht.
Spring Heeled Jack tritt auch im 2. und 4. Band der Fantasy-Buchreihe Skulduggery Pleasant auf. Dort wird er als Monster dargestellt, von dem keiner (nicht einmal Jack selbst) weiß, was es genau ist und der regelmäßig zum Spaß Menschen umbringt. Er verfügt über Spitze Metall-Klauen und hat die Fähigkeit, enorm weit zu springen. Er trägt einen Hut und wird als scheußlich aussehend beschrieben. In der deutschen Übersetzung der Bücher wird sein Name mit „Springer-Jack“ übersetzt. Einen weiteren Auftritt hat er in der mit der Buchreihe verbundenen Novelle „Die ruchlosen Sieben“ (Originaltitel: „The Maleficent Seven“).
Die Figur tritt auch im Spiel Assassin’s Creed Syndicate auf. Die Hauptfiguren (Zwillinge) werden von Dickens hier beauftragt mysteriösen Geschehnissen auf den Grund zu gehen. Am Ende bleibt es offen, ob die Figur ein Geist ist.
Ebenso spielt die Legende von Spring Heeled Jack in dem 2009 von Frogwares veröffentlichtem Computerspiel Sherlock Holmes jagt Jack the Ripper eine Rolle. Es wird sogar das in diesem Artikel gezeigte Bild aus einem Groschenroman verwendet.